# A mi manera
A mi manera va ser un programa espanyol de televisió, emès per TVE en la temporada 1989-1990 i presentat per Jesús Hermida, emès de dilluns a divendres en horari de tarda de 15'30 a 18 hores, en substitució del clàssic La tarde.

## Format
L'espai es correspon amb el típic format de magazín, que ja havia signat el seu director en el precursor matutí Por la mañana (1987-1989). Al programa es combinaven actuacions musicals, concursos, tertúlies polítiques i socials, entrevistes i por l'emissió de sèries estatunidenques com Las chicas de oro o Cheers i telenovel·les llatinoamericanes com Cristal, amb la presentació de Chari Gómez Miranda en el paper de Doña Adelaida.

## Col·laboradors
Hermida va comptar per al seu programa amb bona part dels periodistes que li havia acompanyat durant l'esmentat Por la mañana: Nieves Herrero, Irma Soriano… així com nous rostres de la pantalla com Goyo González, Cristina Morató i Concha Galán.
En la tertúlia de l'espai, hom comptava amb la presència de Ladislao Azcona, Amparo Rivelles, Antonio Gala i especialment Camilo José Cela, que va donar la seva primera entrevista en aquest programa després de la concessió del Premi Nobel de Literatura.
El 16 d'abril de 1990, quan Hermida va ser designat per conduir el Telediario nocturn, la presentació del programa passà a mans de María Teresa Campos, que el va conduiro fins a la seva cancel·lació definitiva el 2 de juny de 1990, incorporant-hi nous presentadors com Terelu Campos.

## Premis
Hermida va aconseguir el Premi Ondas per la presentació de l'espai. i Nieves Herrero el TP d'Or 1989.